# Wilhelm Harnisch (Pfarrer)
Karl Martin Emanuel Wilhelm Harnisch (* 9. Oktober 1887 in Berkau; † 14. Januar 1960 in Frankfurt am Main) war ein deutscher evangelischer Pfarrer. Er leitete die Reichspressestelle des Pfarrernotbundes und war Gründungsmitglied der Bekennenden Kirche.

## Leben

### 1887–1945
Wilhelm Harnisch wurde 1919 ordiniert und wirkte anfangs in Erxleben und Letzlingen.
Als Pfarrer der Samaritergemeinde in Berlin-Friedrichshain ab 1931 richtete er im Samariterhaus (Samariterstraße 27), wo er auch wohnte, eine Arbeitslosenspeisung ein. Ab 1932 wurde dafür ein Erwerbslosenladen in der Mirbachstraße (heute Bänschstraße) angemietet. Diesen Laden entwickelte er zur Begegnungs- und Betreuungsstätte für Erwerbslose.

Ab 1933 wirkte er im Pfarrernotbund und leitete dessen Reichspressestelle. Damit wandte er sich gegen die Gleichschaltung der Evangelischen Kirche. Er gehörte zu den Gründungsmitgliedern der Bekennenden Kirche. Anfeindungen und Denunziationen gehörten deshalb zu seinem Alltag. Im Mitteilungsblatt der Samaritergemeinde äußerte er sich dazu, u. a. schrieb er 1934: 
„Und mit Gewaltmethoden behauptet sich die Kirchenführung in ihrem Regiment. Pfarrer werden, ohne dass man ihnen den Grund mitteilt, von ihren Ämtern beurlaubt oder gar entsetzt. Kirchenälteste werden, ohne dass man sie gehört hat, entfernt… Es handelt sich darum, ob unsere Kirche weiter auf Gottes und Luthers Lehre gegründet sein soll oder auf Menschen Wort und Gewalt.“
Mehrmals wurde er verhaftet und verhört. Eine Suspendierung vom Dienst 1934 wurde aber wegen seiner Popularität in der Gemeinde 1935 wieder aufgehoben. Er hatte inzwischen außerhalb der Kirche weiter gepredigt, Bibelstunden und Konfirmandenunterricht abgehalten und im Predigtladen die Anhänger der Bekennenden Kirche in seiner Gemeinde betreut.

Harnisch bemerkte dazu: 
„Im Laufe der Jahre habe ich ca. 60 Verhöre über mich ergehen lassen müssen, was 60mal Abschied von der Familie bedeutete, da ich niemals wusste, ob man mich dabehielt oder nicht. In dieser Zeit habe ich noch wiederholt mit den Gefängniszellen auf dem Alexanderplatz, dem Untersuchungsgefängnis Moabit und Lehrter Straße Bekanntschaft machen müssen.“
Einen Bericht über seine Inhaftierung im Berliner Konzentrationslager Columbia-Haus von 1935 enthält die Sammlung von Häftlingsberichten Warum schweigt die Welt?! Häftlinge im Berliner Konzentrationslager Columbia-Haus 1933–1936.
Eine 1940 angekündigte Versetzung Harnischs erfolgte nicht.

### 1945–1960
Nach 1945 kümmerte Wilhelm Harnisch sich gemeinsam mit seiner Frau und Nachbarn darum, die Leichen auf den Straßen zu bergen und auf einem Notfriedhof hinter der Samariterkirche zu beerdigen. Er öffnete die Gemeindesäle als Massenquartiere für durchziehende Flüchtlinge und machte das Samariterhaus zum Sozialzentrum mit Schuhmacherei, Schneiderei und einer „Kirchlichen Bauhütte“, die mit Hilfe eines Architekten und einiger Helfer mehrere Kirchen, Pfarrhäuser und Wohnungen wieder aufbaute. Auch ein Kirchenneubau (die Offenbarungskirche in der Simplonstraße) entstand. Den früheren Erwerbslosenladen stellte er für Flüchtlinge und Bedürftige zur Verfügung. Daraus entstand ein Altersheim.
Harnisch gehörte der ersten provisorischen Bezirksverordnetenversammlung in Friedrichshain an.
Pfarrer Harnisch wurde gegen seinen Willen 1953 in den Ruhestand versetzt. Er zog von Ostberlin nach Westberlin (Berlin-Schöneberg) und später nach Frankfurt am Main.

## Ehrungen

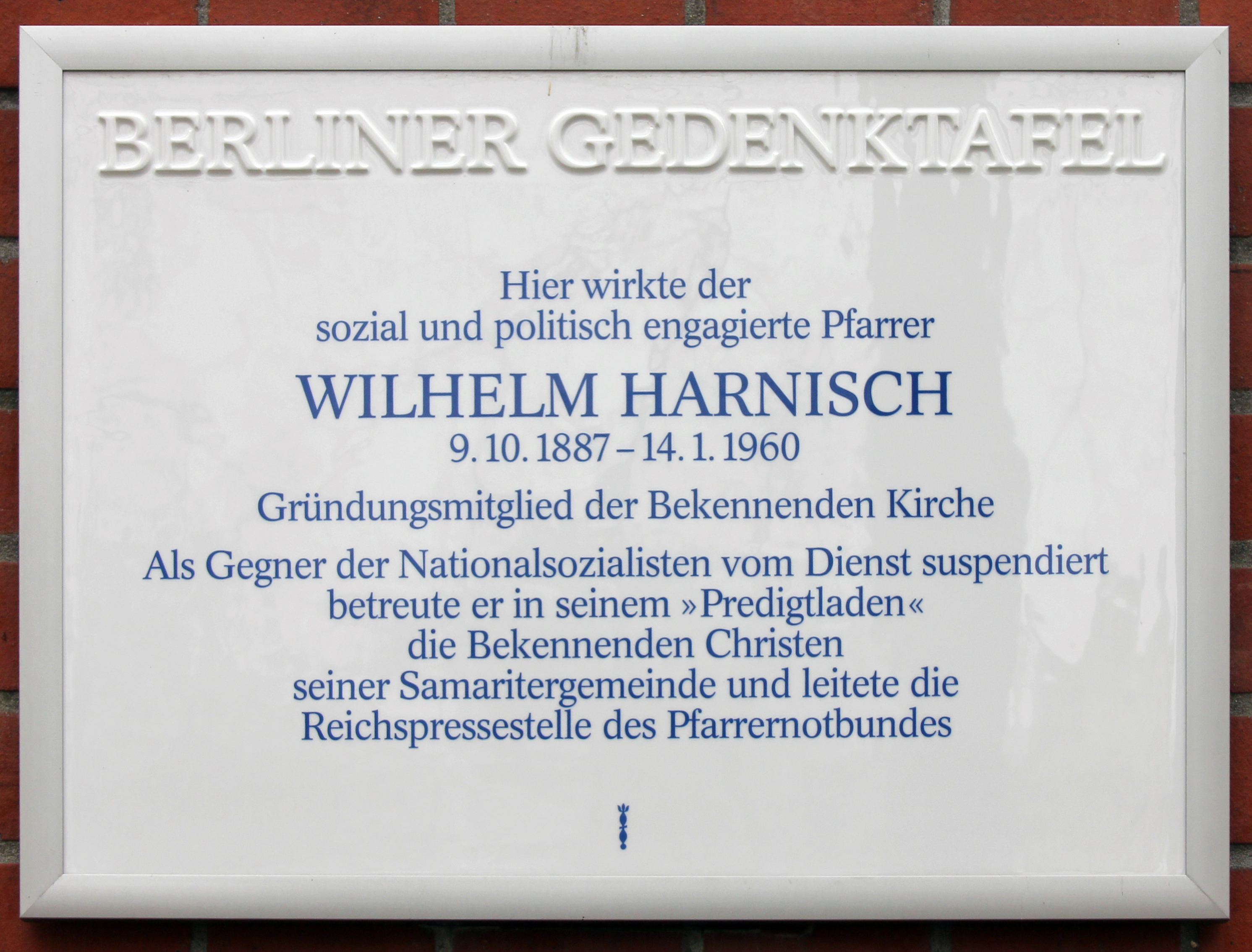
Berliner Gedenktafel für Harnisch

- Das Dr.-Harnisch-Haus, eine Wohn- und Pflegeeinrichtung der Stephanus gGmbH in Berlin-Friedrichshain, Liebigstraße 39, ist nach ihm benannt.
- Zu seinem 130. Geburtstag am 9. Oktober 2017 gab es eine Ausstellung im Foyer des Dr.-Harnisch-Hauses in Berlin-Friedrichshain.
- Eine Berliner Gedenktafel für Harnisch befindet sich neben dem Eingangsportal der Samariterkirche.